# Campeonato Mundial de Atletismo em Pista Coberta de 2008 - Salto em distância feminino
A competição do salto em distância feminino do Campeonato Mundial de Atletismo em Pista Coberta de 2008, foi disputado no Palácio-Velódromo Luis Puig, em Valência.

## Medalhistas
| Ouro              | Prata               | Bronze               |
| Naide Gomes (POR) | Maurren Maggi (BRA) | Irina Simagina (RUS) |

## Resultados

### Eliminatória
Qualificação: 6,60 m (Q) ou os 8 melhores qualificados (q). 
| Colocação | Atleta              | Nacionalidade  | Distância | Notas | Provas | Provas | Provas |
| Colocação | Atleta              | Nacionalidade  | Distância | Notas | 1      | 2      | 3      |
| --------- | ------------------- | -------------- | --------- | ----- | ------ | ------ | ------ |
| 1         | Naide Gomes         | Portugal       | 6.72      | Q     | 6.72   |        |        |
| 2         | Éloyse Lesueur      | França         | 6.67      | Q     | 6.67   |        |        |
| 3         | Maurren Higa Maggi  | Brasil         | 6.65      | Q     | 6.65   |        |        |
| 4         | Concepción Montaner | Espanha        | 6.65      | Q     | 6.31   | 6.45   | 6.64   |
| 5         | Irina Simagina      | Rússia         | 6.60      | Q     | 6.60   |        |        |
| 6         | Ineta Radēviča      | Letônia        | 6.52      | q     | 6.50   | 6.40   | 6.52   |
| 7         | Janice Josephs      | África do Sul  | 6.51 PB   | q     | 5.85   | X      | 6.51   |
| 8         | Keila Costa         | Brasil         | 6.41 SB   | q     | 6.12   | 6.28   | 6.41   |
| 9         | Denisa Šcerbová     | Chéquia        | 6.37      |       | X      | 6.35   | 6.37   |
| 10        | Olga Kucherenko     | Rússia         | 6.32      |       | 6.30   | 4.60   | 6.32   |
| 11        | Lela V. Nelson      | Estados Unidos | 6.31      |       | X      | 6.31   | X      |
| 12        | Kumiko Ikeda        | Japão          | 6.17 SB   |       | 6.17   | X      | 6.07   |

### Final
| Colocação         | Atleta              | Nacionalidade | Distância | Provas | Provas | Provas | Provas | Provas | Provas |
| Colocação         | Atleta              | Nacionalidade | Distância | 1      | 2      | 3      | 4      | 5      | 6      |
| ----------------- | ------------------- | ------------- | --------- | ------ | ------ | ------ | ------ | ------ | ------ |
| Medalha de ouro   | Naide Gomes         | Portugal      | 7.00 WL   | X      | 6.82   | X      | 6.87   | 7.00   | X      |
| Medalha de prata  | Maurren Higa Maggi  | Brasil        | 6.89 AM   | 6.74   | 6.80   | 6.89   | X      | 6.73   | X      |
| Medalha de bronze | Irina Simagina      | Rússia        | 6.88      | X      | X      | X      | 6.84   | 6.85   | 6.88   |
| 4                 | Éloyse Lesueur      | França        | 6.60      | 6.47   | X      | 6.49   | 6.52   | X      | 6.60   |
| 5                 | Concepción Montaner | Espanha       | 6.57      | 6.57   | X      | X      | 6.56   | 6.48   | 6.15   |
| 6                 | Ineta Radēviča      | Letônia       | 6.54      | 6.36   | X      | 6.40   | 6.34   | 6.54   | 6.46   |
| 7                 | Keila Costa         | Brasil        | 6.48 SB   | 6.26   | 6.42   | 6.36   | 6.37   | 6.48   | 6.14   |
| 8                 | Janice Josephs      | África do Sul | 6.25      | 6.26   | 6.29   | 6.39   | 6.38   | 6.30   |        |

Legenda
| Recorde mundial       | Recorde mundial (World record)               |                       | Recorde africano                      | Recorde africano (African) |                                           | Q | Classificado por posição (Qualified) |
| Recorde do campeonato | Recorde do campeonato (Championship record)  | Recorde da América    | Recorde da América (Americas)         | q                          | Classificado por melhor tempo (Qualified) |   |                                      |
| Melhor marca do ano   | Melhor marca do ano (World leading)          | Recorde asiático      | Recorde asiático (Asian)              | DNS                        | Não largou (Did not start)                |   |                                      |
| Recorde nacional      | Recorde nacional (National record)           | Recorde europeu       | Recorde europeu (European)            | DNF                        | Não terminou (Did not finish)             |   |                                      |
| Recorde pessoal       | Recorde pessoal do atleta (Personal best)    | Recorde da Oceania    | Recorde da Oceania (Oceania)          | DSQ / DQ                   | Desclassificado (Disqualified)            |   |                                      |
| Recorde da temporada  | Recorde da temporada do atleta (Season best) | Recorde sul-americano | Recorde sul-americano (South America) | NM                         | Sem marca (No mark)                       |   |                                      |